# Camariñas
Camariñas – rybackie miasto w Hiszpanii, w prowincji A Coruña, we wspólnocie autonomicznej Galicja (Hiszpania).
W miejscowości znajduje się kościół San Jorge z XVIII wieku. Jego najcenniejszym zabytkiem jest retabulum z rzeźbami świętych autorstwa José Ferreiro.